# Elena Bogdan
Elena Bogdan (ur. 28 marca 1992 w Krajowej) – rumuńska tenisistka.

## Kariera tenisowa
W profesjonalnych rozgrywkach profesjonalnych zadebiutowała w 2006 roku, mając czternaście lat. Zagrała w eliminacjach do niewielkiego turnieju ITF w rumuńskim Gałaczu, które wygrała i tym samym dostała się do turnieju głównego. Odpadła już w pierwszej rundzie, przegrywając z rodaczką Alexandrą Dulgheru. Pierwszy mecz w turnieju głównym wygrała w maju 2007 roku, na turnieju w Bukareszcie, pokonując w pierwszej rundzie Ukrainkę Oksanę Tepljakową. Rok później na tym samym turnieju doszła do finału, w którym przegrała jednak z Simoną Halep. W 2009 roku wygrała dwa turnieje, oba w Bukareszcie, pokonując w finałach Simonę Matei i Dię Ewtimową.
We wrześniu 2009 zagrała po raz pierwszy w kwalifikacjach do turnieju WTA w Taszkencie, ale przegrała w pierwszej rundzie z Aleksandrą Panową. W maju 2010 roku zagrała w eliminacjach do turnieju w Warszawie, gdzie w pierwszej rundzie pokonała Olgę Brózdę a w drugiej przegrała z Bojaną Jowanovski. W lipcu tego samego roku wygrała w grze podwójnej mocno obsadzony turniej ITF w Bukareszcie (75000$), pokonując w finale (w parze z Iriną-Camelią Begu) parę María Irigoyen i Florencia Molinero. W lutym 2011 roku, też w parze z Iriną-Camelią Begu, wygrała jeszcze większy turniej (100000$) w kolumbijskim Cali, tym razem pokonując parę Jekatierina Iwanowa / Kathrin Wörle.
W styczniu 2011 roku zagrała też jedną rundę w kwalifikacjach do wielkoszlemowego Australian Open, którą jednak przegrała z Lauren Albanese. Najbliżej awansu do turnieju głównego zawodów tej rangi była w maju 2011 roku w kwalifikacjach French Open, w których wygrała dwie pierwsze rundy, pokonując w nich Michelle Larcher de Brito i Sophie Ferguson, a przegrała trzecią z Sabine Lisicki.
W 2014 roku triumfowała w pierwszym turnieju rangi WTA Tour w grze podwójnej. Razem z Alexandrą Cadanțu  pokonały w meczu mistrzowskim wynikiem 6:4, 3:6, 10–5 debel Çağla Büyükakçay–Karin Knapp.

## Finały turniejów WTA
| Legenda                     | Legenda |
| --------------------------- | ------- |
| Wielki Szlem                |         |
| Igrzyska olimpijskie        |         |
| WTA Tour Championships      |         |
| 2009 – 2020                 |         |
| WTA Premier Mandatory       |         |
| WTA Premier 5               |         |
| WTA Premier                 |         |
| WTA International Series    |         |
| WTA 125K series (2012–2020) |         |

### Gra podwójna
| Końcowy wynik | Nr | Data          | Turniej   | Nawierzchnia | Partnerka         | Przeciwniczki                | Wynik finału   |
| ------------- | -- | ------------- | --------- | ------------ | ----------------- | ---------------------------- | -------------- |
| Zwyciężczyni  | 1. | 13 lipca 2014 | Bukareszt | Ceglana      | Alexandra Cadanțu | Çağla Büyükakçay Karin Knapp | 6:4, 3:6, 10–5 |

## Wygrane turnieje rangi ITF
| turnieje z pulą nagród 100 000 $ |
| turnieje z pulą nagród 75 000 $  |
| turnieje z pulą nagród 50 000 $  |
| turnieje z pulą nagród 25 000 $  |
| turnieje z pulą nagród 15 000 $  |
| turnieje z pulą nagród 10 000 $  |

### Gra pojedyncza
|    | Data       | Turniej   | Kat. | ($)    | Naw.   | Finalistka     | Wynik    |
| 1. | 14/06/2009 | Bukareszt | ITF  | 10 000 | ziemna | Simona Matei   | 6:4, 6:3 |
| 2. | 26/07/2009 | Bukareszt | ITF  | 10 000 | ziemna | Dia Ewtimowa   | 6:3, 6:1 |
| 3. | 10/10/2010 | Madryt    | ITF  | 50 000 | ziemna | Leticia Costas | 6:4, 6:2 |
| 4. | 22/06/2014 | Galati    | ITF  | 10 000 | ziemna | Oana Simion    | 6:3, 6:1 |

## Finały juniorskich turniejów wielkoszlemowych

### Gra pojedyncza (1)
| Końcowy wynik | Rok  | Turniej     | Nawierzchnia | Przeciwniczka | Wynik finału     |
| Finalistka    | 2008 | French Open | Ceglana      | Simona Halep  | 4:6, 7:6(3), 2:6 |

### Gra podwójna (3)
| Końcowy wynik | Rok  | Turniej         | Nawierzchnia | Partnerka         | Przeciwniczki                      | Wynik finału   |
| Finalistka    | 2008 | Australian Open | Twarda       | Misaki Doi        | Ksienija Łykina A. Pawluczenkowa   | 0:6, 4:6       |
| Zwyciężczyni  | 2009 | French Open     | Ceglana      | N. Lertcheewakarn | Tímea Babos Heather Watson         | 3:6, 6:3, 10-8 |
| Finalistka    | 2009 | US Open         | Twarda       | N. Lertcheewakarn | Walerija Sołowjowa Maryna Zanewśka | 6:1, 3:6, 6-10 |